# Сагитова, Азалия Наилевна
Азалия Наилевна Сагитова (род. 2 января 1997, Уфа) — российская спортсменка (шашки). Бронзовый призёр Кубка России по международным шашкам среди женщин 2013 года в быстрой программе. Входит в состав сборной России (молодёжный состав) с 2008 года. Тренер Мельников, Александр Павлович.
Учащаяся средней школы № 1 городского округа город Уфа Республики Башкортостан. В 5 классе стала стипендиаткой Президента Республики Башкортостан. Воспитанница ДЮСШ № 23 Уфы
В интервью газете «Республика Башкортостан», опубликованным 15.01.08, главный тренер сб. Башкортостана и России Юрий Владимирович Черток предвидел перспективы шашек Башкортостана:
«10-летняя уфимка Азалия Сагитова, её землячка Юлия Валеева, которой 16 лет, ишимбайские девочки 12-летняя Айгуль Идрисова и 15-летняя Алия Аминова — вот наш задел на будущее. У юношей подтверждает свой яркий талант Айнур Шайбаков».